# Santo Domingo (El Salvador)
Santo Domingo é um município localizado no departamento de San Vicente, em El Salvador.